# Antilles sur Seine
Pour plus de détails, voir Fiche technique et Distribution.
Antilles sur Seine  est un film français réalisé par Pascal Légitimus en 2000.

## Synopsis
Horace, maire de Marie-Galante, refuse de céder des terrains de sa commune convoités par une redoutable femme d’affaires qui veut construire un immense complexe immobilier. Conséquence : Lucia, l’épouse d’Horace, est enlevée lors d’un séjour à Paris. Horace et ses deux fils partent dans la capitale pour la retrouver. Ils vont faire appel au commandant Herman, chargée de l’enquête, et à toute la communauté antillaise pour arrêter les ravisseurs.

## Fiche technique
- Titre : Antilles sur Seine
- Réalisation, scénario et musique : Pascal Légitimus
- Assistant réalisateur : Julien Zidi
- Décors : Ann Chakraverty
- Chef décorateur : Christian Marti
- Costumes : Valérie Adda et Bruce Lignerat
- Photographie : William Watterlot
- Montage : Bénédicte Teiger
- Producteur délégué : Claude Zidi
- Sociétés de production : Marie-Galante Productions, CPZ Productions et TF1 Films Production avec le soutien de TPS et Cofimage 12
- Sociétés de distribution : Océan Films (France) et Président Films ( ventes internationales)
- Maquillage : Judith Gayo
- Cascades : David Julienne, Rémy Julienne, Daniel Vérité, Francis Bataille, Patrick Steltzer et Gilbert Bataille
- Effets spéciaux : Georges Demétrau
- Effets visuels : Def2shoot
- Making-of : Claude Zidi junior
- Postproduction : Laboratoires Eclair
- Genre : comédie policière
- Durée : 104 minutes
- Année de production : 2000
- Pays de production :  France
- Langue : français
- Format : couleur - 1.85:1 - 35 mm - Kodak - Panavision Alga
- Son : Dolby SR
- Budget : 7.3M€[1]
- Visa d'exploitation n°99 378
- Box-office France : 436 680 entrées[2]
- Dates de sortie :
  - France : 13 décembre 2000
  - Belgique : 17 février 2001

## Distribution
- Pascal Légitimus : DJ/Le grand-père/Mme Dorval, la concierge/Le chauffeur de taxi/La postière
- Chantal Lauby : Herman
- Med Hondo : Horace/la voix du chauffeur de taxi
- Pierre-Olivier Mornas : inspecteur Henri
- Thierry Desroses : Manuel
- Édouard Montoute : Freddy
- Greg Germain : Trumel
- Théo Légitimus : Théo
- Jacques Martial : Cicéron (ravisseur #1)
- Jean-Michel Martial : Tibère (ravisseur #2)
- Laure Moutoussamy : Lucia
- Julien Maurel : Mathias Sauveur
- Serge Riaboukine : Marin
- Hélène Vincent : Elizabeth Sauveur
- Thibaud Gizardin : Illan
- Vanille Attié : Melody
- Georges Mathieu : Gertrude Boisec
- Cyliane Guy : infirmière en chef
- José Dalmat : Mairie de Paris
- Denis Brandon : France Téléfone
- Marie-Christine Darah : Edf-Gdf (asmaik dhara)
- Roland Marchisio : flic calmeur
- Daniel Russo : flic nerveux
- Bernard Campan : première femme de ménage antillaise
- Didier Bourdon : deuxième femme de ménage antillaise
- Philippe Chevallier : le premier homme sur la terrasse du café
- Régis Laspalès : le deuxième homme sur la terrasse du café
- Melvin Van Peebles : l'Américain à la soirée
- Anthony Kavanagh : une femme à la poste
- Daisy Miotello : la secrétaire d'Horace
- Marc Saez : le réceptionniste
- Diana Belkreir-Légitimus : Une infirmière chanteuse
- Abdel Soufi : Motocrotte 1
- Dominik Bernard : Motocrotte 2
- Otis Ba : Le danseur black et mime
- Ricky Tribord : Le majordome noir
- Lucette Salibur : Antillaise 1
- Monique Sainte Catherine : Antillaise 2
- Luc Saint-Eloy : Bergerin
- Thierry Fournier : Le piéton boîte aux lettres
- Daniely Francisque :
- Lucien Jean-Baptiste : France Télécom (non crédité)
- Jacques-Olivier Ensfelder : Un Convive

## Autour du film
- Antilles sur Seine est le premier film de Pascal Légitimus (Les Inconnus).
- Bernard Campan et Didier Bourdon y font une apparition déguisés en deux femmes de ménage antillaise à 55:50 minutes du film
- À noter qu'apparaissent dans le film de nombreux comédiens connus dans le monde du doublage, la plupart d'entre eux doublant des acteurs afro-américains. Parmi eux, on peut citer : Med Hondo (voix attitrée de Eddie Murphy), Thierry Desroses (voix attitrée de Samuel L. Jackson), Greg Germain (voix attitrée de Will Smith), Jacques Martial (qui a doublé des acteurs tels que Denzel Washington ou Ving Rhames), Jean-Michel Martial (frère de Jacques et voix du Chef dans la série d'animation South Park), Maïk Darah (voix attitrée de Whoopi Goldberg), Daniel Russo (qui a doublé Harvey Keitel ou John Travolta à plusieurs reprises), Marc Saez (voix de Gerard Butler dans certain de ces films) et Dominik Bernard (qui a doublé Dwayne Johnson à deux reprises, par exemple). À noter également que les acteurs Pascal Légitimus, Édouard Montoute, Pierre-Olivier Mornas et Anthony Kavanagh ont également doublé certains films anglophones : le premier a doublé des acteurs tels que Bernie Mac ou Spike Lee, le deuxième a participé au doublage du film L'Enfer du dimanche (il y doublait le personnage interprété par Bill Bellamy), le troisième double l'acteur Sam Rockwell dans le film La ligne verte, tandis que le dernier prête sa voix à la version française de la série de films Madagascar.
- Toutes les musiques additionnelles sont de Pascal Légitimus, sauf Kwee-Bee Song, écrite et interprétée par Kwee-Bee.

## Lieux de tournage
- Le film a notamment été tourné sur l'Ile Marie-Galante en Guadeloupe, à Paris, en région Parisienne et à côté du Lycée Auguste Rodin, 19 rue Corvisart (pour la scène finale)[3]. Les scènes en studio ont été tournées aux studios SETS à Stains. D'autres scènes ont été tournées à l'aéroport du Bourget, l'abbaye de Chaalis, à l'hôpital de la Salpétrière, ainsi qu'à Sainte-Marie en Martinique et Grand-Bourg en Guadeloupe  (source : générique).

## Musique
- Kwee-Bee Song de Kwee-Bee
- Chill Out de Black Uhuru
- Walking on the Moon de The Police
- Wa-Do-Dem de Eek-A-Mouse
- Nirvana de Doc Gyneco
- Vous êtes fous ! de Benny B